# Eriopeltis sachalinensis
Eriopeltis sachalinensis är en insektsart som beskrevs av Borchsenius 1956. Eriopeltis sachalinensis ingår i släktet Eriopeltis och familjen skålsköldlöss. Inga underarter finns listade i Catalogue of Life.